# Diocesi di Nove
La diocesi di Nove (in latino Dioecesis Novensis in Moesia) è una sede soppressa e sede titolare della Chiesa cattolica.

## Storia
Nove, identificabile con le rovine nei pressi di Svištov nell'odierna Bulgaria, è un'antica sede vescovile della provincia romana della Mesia Seconda (o Inferiore) nella diocesi civile di Tracia. Faceva parte del patriarcato di Costantinopoli ed era suffraganea dell'arcidiocesi di Marcianopoli.
Sono tre i vescovi conosciuti di Nove nel V secolo. Petronio partecipò al concilio di Efeso del 431, dove si oppose alla condanna di Nestorio. Secondino prese parte a due sinodi celebrati a Costantinopoli nel 448 e nel 449 per condannare le tesi di Eutiche. Pietro infine sottoscrisse la lettera dei vescovi della Mesia Seconda all'imperatore Leone (458) in seguito all'uccisione del patriarca alessandrino Proterio. Un vescovo anonimo, vissuto nel 594, è menzionato nella storia di Teofilatto Simocatta e nel Chronicon di Teofane.
A questa antica sede viene assegnato anche il vescovo Lorenzo, nella prima metà del V secolo, cui sono attribuite alcune opere teologiche, De elemosyna, De poenitentia e la traduzione in latino di un'omelia di Giovanni Crisostomo, il De Chananaea, attribuite dalla tradizione a Lorenzo di Novara.
Dal 1933 Nove è annoverata tra le sedi vescovili titolari della Chiesa cattolica; dal 27 settembre 2021 il vescovo titolare è Gaetano Castello, vescovo ausiliare di Napoli.

## Cronotassi

### Vescovi greci
- Lorenzo † (prima metà del V secolo)
- Petronio † (menzionato nel 431)
- Secondino † (prima del 448 - dopo il 449)
- Pietro † (menzionato nel 458)
- Anonimo † (menzionato nel 594)

### Vescovi titolari
- Irynej Bilyk, O.S.B.M. (16 gennaio 1991 - 21 luglio 2000 nominato eparca di Bučač)
- Mihai Cătălin Frățilă (27 ottobre 2007 - 29 maggio 2014 nominato eparca di San Basilio Magno di Bucarest)
- Stephen Lee Bun Sang (11 luglio 2014 - 16 gennaio 2016 nominato vescovo di Macao)
- Ducange Sylvain, S.D.B. † (4 giugno 2016 - 8 giugno 2021 deceduto)
- Gaetano Castello, dal 27 settembre 2021